# José Nakens
José Nakens Pérez (Sevilla, 21 de noviembre de 1841-Madrid, 12 de noviembre de 1926) fue un periodista y activista republicano y anticlerical español.
Padre del también periodista Javier Bueno, su vida estuvo vinculada al semanario satírico El Motín y a finales de 1924, cuando la publicación estaba ya en clara declive, varios periodistas e intelectuales —como Gregorio Marañón, Rafael Altamira, Ramón Pérez de Ayala y Luis Araquistáin— se movilizaron para recabar ayudas para Nakens, consumido por las deudas. A mediados de 1925 la Asociación de la Prensa de Madrid, presidida por José Francos Rodríguez, le concedió una pensión vitalicia de 150 pesetas al mes, «en atención a los méritos contraídos en su larga y limpia trayectoria de periodista», y meses después le otorgaba el Premio a la Vejez, dotado con 5000 pesetas. El 12 de noviembre de 1926, el octogenario periodista republicano murió de accidente vascular cerebral. El último número de El Motín se publicaría unos días después, el 6 de noviembre de 1926.

«Nací pobre, fui soldado, he trabajado mucho y no soy rico.» Nakens a los ochenta años.

## Biografía

### Inicios: de cabo de carabineros a periodista y autor satírico
De familia humilde y liberal, su padre fue perseguido por Fernando VII durante la llamada Década Ominosa (1823-1833) y participó en la guerra carlista del lado isabelino, en la que admiró al general Baldomero Espartero, cuyas arengas «de memoria se sabía». Según confesó Nakens, a los ocho años perdió su fe religiosa tras la lectura de El judío errante, aunque, según Manuel Pérez Ledesma, parece más creíble que esto se debiera a la influencia paterna que le transmitiría su odio al carlismo y a su aliado el clericalismo.
Se enroló muy joven y por necesidad, al haber muerto su padre, en el Cuerpo de Carabineros. Destinado a la Dirección General del Cuerpo en 1866, situada en Madrid, ya traía escritas dos obras de teatro que nunca llegaron a representarse. Cuando triunfó la Revolución Gloriosa en 1868, se lanzó a la calle al frente de un grupo de carabineros portando una bandera que llevaba unos versos improvisados por él:

Ni un solo crimen empaña / nuestra gran revolución.

¡Ser libres sin un borrón / no se hace más que en España

En ese tiempo varios periódicos le publicaron algunos sonetos de exaltación patriótica, que alcanzaron cierta fama, además de romances y artículos, lo que le inclinó a abandonar el cuerpo de Carabineros y dedicarse a las letras para llegar a ser un escritor famoso. «No es que en ese momento se creyera un poeta, ni siquiera un notable escritor; pero al menos había descubierto su facilidad para versificar y su capacidad para la sátira, dos rasgos de un estilo que ya no le abandonarían nunca». 
Pero lo que le permitió vivir de escribir al principio no fue el periodismo, sino el teatro, que fue donde cosechó sus primeros éxitos, dentro del llamado teatro por horas, piezas cortas generalmente de un solo acto que atraían por su facilidad a todo versificador diestro. Nakens escribió más de sesenta obras, a tres duros por pieza, pero no se ocupó de compilar y editar estas obras que ni siquiera firmaba.
En 1876 entró en el periódico El Globo, desde cuyas páginas acusó a Ramón de Campoamor, el poeta de más prestigio del momento, de plagiario de Víctor Hugo, lo que hizo sonar su nombre. «Años más tarde, una vez conseguido su objetivo («el hambre de notoriedad es muy punzante», fue la explicación del interesado), el mismo Nakens saldría en defensa de la víctima de aquellas acusaciones». Por otro lado, en el periódico publicó algunos artículos anticlericales, así como un libro contra los jesuitas que le valió su primer proceso («Los jesuitas. Su vida, costumbres, adulterios, asesinatos, regicidios, etc.», firmado con el seudónimo de "Ignacio de Loyola", el fundador de la Compañía).

### Al frente del semanario satírico, republicano y anticlericalEl Motín

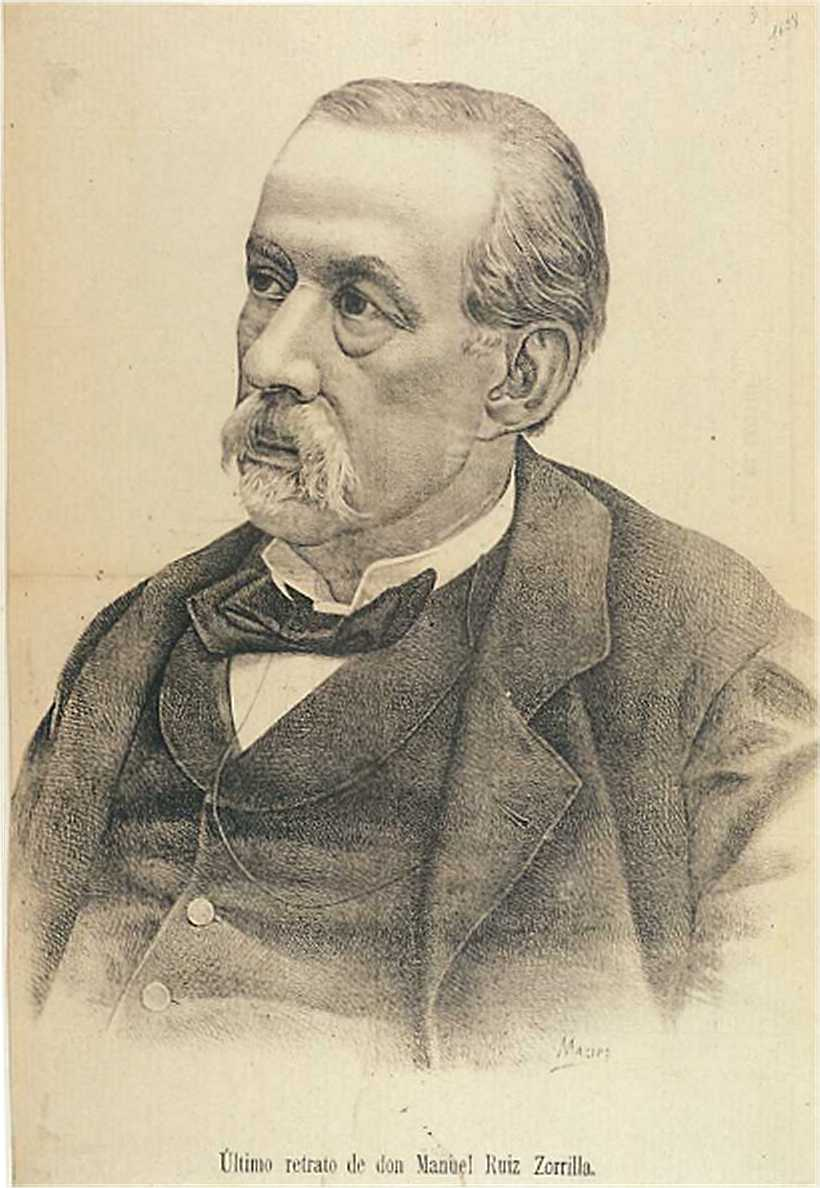
Último retrato de Manuel Ruiz Zorrilla, aparecido en el semanario republicano y anticlerical El Motín en 1895

En 1879 abandonó el diario El Globo y para dejar el trabajo casi de esclavo del teatro por horas fundó el semanario El Motín, cuyo primer número salió a la calle el domingo 10 de abril de 1881, aprovechando la mayor libertad de prensa que había traído consigo el nuevo gobierno liberal encabezado por Práxedes Mateo Sagasta, después de seis años de gobierno de los conservadores de Antonio Cánovas del Castillo. El Motín «era un modesta publicación de cuatro páginas, repartidas entre un comentario de actualidad, un poema y algunas noticias breves, más un grabado —en principio, una caricatura de personajes y acontecimientos políticos— en las páginas centrales». Los objetivos del mismo eran la defensa de la unidad de los republicanos en un único partido y la lucha contra el conservadurismo —«¡Guerra a los conservadores! Nos parece que este grito equivale a un programa», apareció en el primer número— y el clericalismo, con la sección «Manojo de flores místicas» que se justificaba así: «Jesucristo arrojó a latigazos a los mercaderes del templo; nosotros, pecadores humildes, trataremos de imitarle, fustigando semanalmente a los que se olvidan de su ley». Fue esta sección, de cuyas noticias se hicieron ediciones en libros —el primero titulado Espejo moral de clérigos. Para que los malos se espanten y los buenos perseveren—, la que hizo famoso al semanario.
Aunque El Motín es considerado como el periódico anticlerical por excelencia, especialmente del anticlericalismo popular más zafio, en realidad era más un semanario político dedicado a criticar a conservadores y liberales que se «turnaban» en el gobierno de la Restauración y a defender la unidad de los republicanos, apostando por la vía insurreccional, defendida entonces desde el exilio parisino por Manuel Ruiz Zorrilla —lo que le llevó a criticar con crudeza a los otros líderes republicanos: Emilio Castelar, Francisco Pi y Margall y Nicolás Salmerón—.
A mediados de la década de los 90 el periódico se encontró con graves problemas económicos porque, además de la cuantiosas multas que se le impusieron por delitos de imprenta, sus ventas bajaron, entre otras razones porque ciertos sectores republicanos pensaban que su anticlericalismo virulento —como el de Las Dominicales del Libre Pensamiento— perjudicaba a la causa de la República —criticaban sus «burlas de mal gusto» y su insistencia en los relatos de amores ilícitos entre «clérigos lujuriosos y amas rollizas»—. A pesar de que Nakens rebajó el precio del periódico los problemas continuaron y a comienzas del siglo XX apenas se leía. Según Nakens la culpa la tenía la "incomprensión" de los republicanos que no entendían que su objetivo era «quitarle autoridad al clero para que no pudiera valerse de ella en beneficio de D. Carlos». «¡Valiente cosa me importa a mí que los curas tengas amas, y éstas chiquillos, ni que falten al mandamiento que sigue al quinto con las feligresas que se presten a ello!», le explicó a Luis Bonafoux por esas fechas.

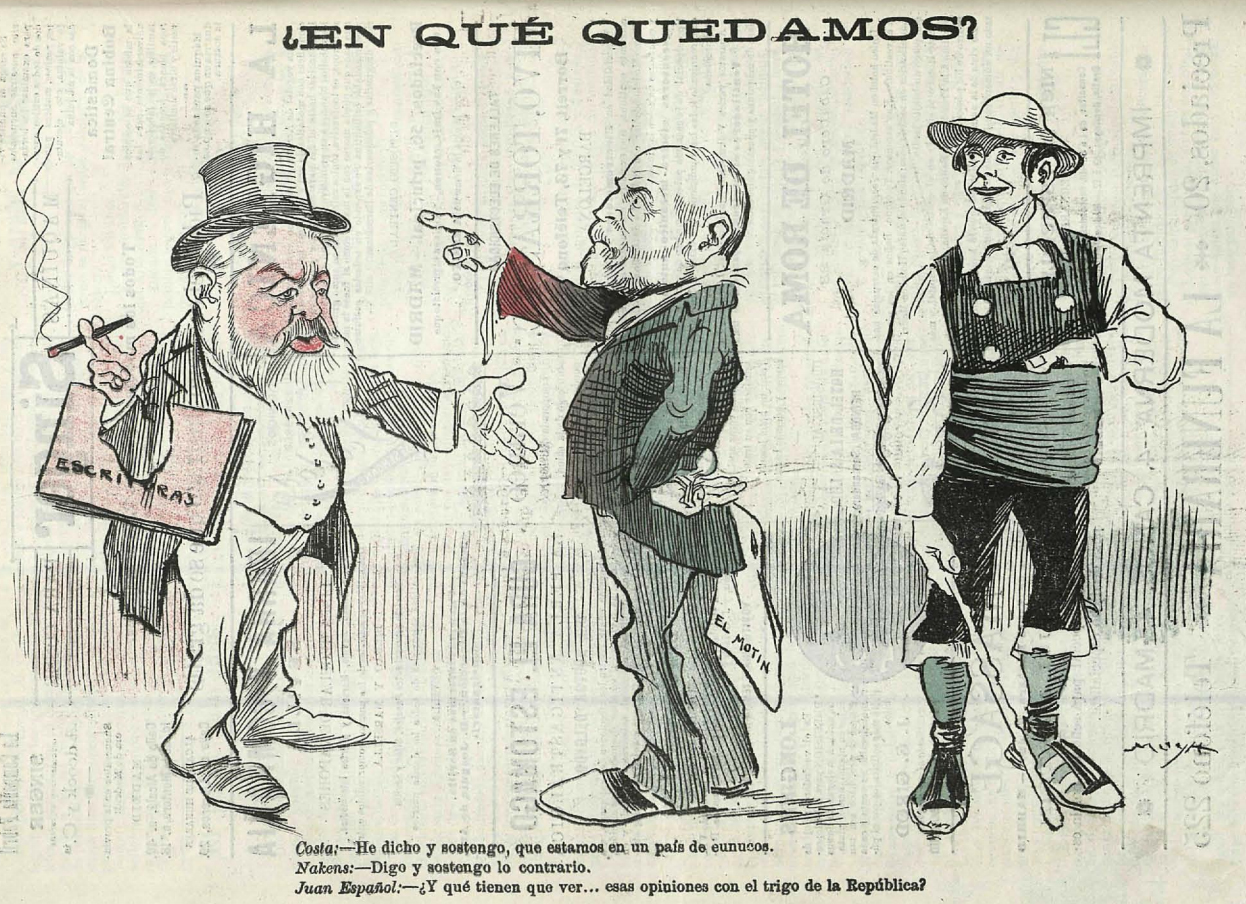
¿En qué quedamos?, caricatura de Joaquín Costa y José Nakens discutiendo (Gedeón, 1903).

En 1898 Nakens fue redactor de la más importante revista noventayochista Vida Nueva.
Tras la muerte de Ruiz Zorrilla en 1895, Castelar en 1899 y Pi y Margall en 1901, El Motín pasó a apoyar a Nicolás Salmerón, el único líder histórico del republicanismo español que quedaba vivo. Para ello Nakens convocó una Asamblea Republicana «con el exclusivo objeto de delegar en un solo hombre nuestros poderes: [Nicolás Salmerón]» que fue un completo éxito —aunque no por ello las ventas de El Motín aumentaron—. Se reunió el 25 de marzo de 1903 y allí casi dos mil republicanos acordaron crear un único partido (Unión Republicana) del que fue nombrado Salmerón jefe supremo, como propuso Nakens, quien pasó ocupar un cargo en la comisión directora. Pero, desilusionado, dimitió un año después del único puesto político que ocupó en su vida, y en 1905 se separó de Salmerón, ya que este se alejaba de una acción radical revolucionaria. «La Unión pactóse para preparar y realizar un acto que no se ha intentado; no para nombrar un cuerpo de coristas con destino al Teatro Parlamentario», explicó Nakens.

### Multas, procesos y cárcel
A lo largo de toda su trayectoria El Motín sufrió numerosos procesos por supuestos delitos de imprenta que le supusieron multas, encarcelamiento de varios directores legales —entre otros, uno de los fundadores, Juan Vallejo— y de repartidores del periódico, especialmente cuando gobernaban los conservadores —por ejemplo, de enero de 1884 a noviembre de 1885 sufrió 84 procesos por delitos de imprenta y catorce multas de 500 pesetas—; es más, diversos obispos dictaron no menos de 47 excomuniones contra sus redactores —que a su vez excomulgaron a los obispos en nombre de Fray Motín, obispo de la religión del Trabajo en la diócesis del Sentido Común— Por otro lado utilizaron todo tipo de argucias para evitar el secuestro de los ejemplares por la policía. El periódico consiguió sobrevivir milagrosamente, pese a sus escasas suscripciones y a sus dificultades de distribución, ya que prácticamente no se podía vender en la calle. 
En 1898 el gobierno conservador aprovechó la suspensión de las garantías constitucionales con motivo de la guerra de Cuba para que la censura se cebara con El Motín, a pesar de que había apoyado la guerra y había mostrado un exacerbado patriotismo. Así fue suprimido un artículo sobre el reinado de Fernando VII porque llamaba «miserable» a Fernando, «liviana» a su madre y «malvado e inmoral» a su hermano Carlos María Isidro. La respuesta de Nakens fue suspender la publicación hasta que las garantías constitucionales no fueron restablecidas en 1899.}

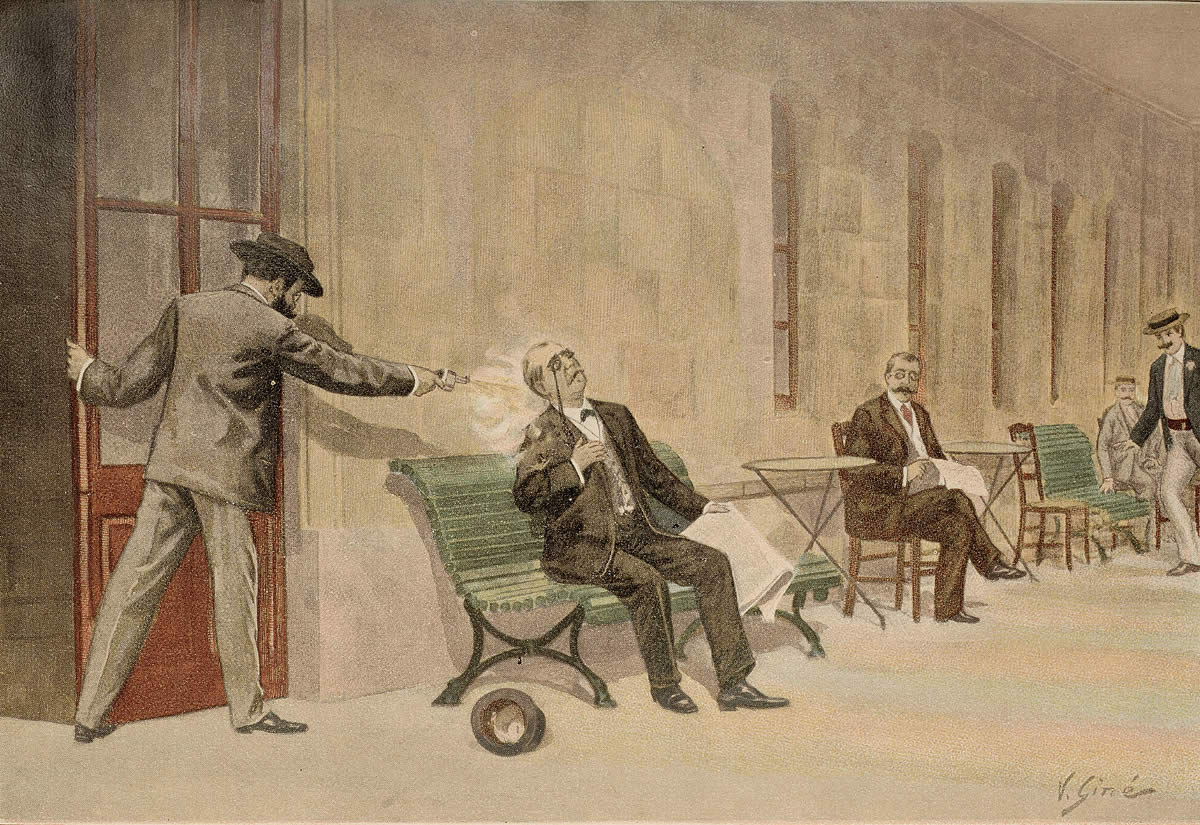
Dibujo de la época, que reconstruye el asesinato de Cánovas en 1897

Nakens fue acusado en 1906 de encubrir al terrorista Mateo Morral, que había arrojado el 31 de mayo de 1906 una bomba contra el rey Alfonso XIII y su esposa a su paso por la calle Mayor de Madrid, y que al día siguiente se había suicidado. Uno de los argumentos que se utilizaron en su contra fue el relato que había hecho en 1901 de la visita que había tenido en la redacción del periódico en julio de 1897 por parte de un italiano que se hacía llamar Emilio Rinaldi que le confesó que había venido a España «a matar a Cánovas, al rey o la regente» para vengar a los anarquistas encarcelados y torturados en los procesos de Montjuic. Nakens ni le creyó ni volvió a saber de él hasta que el día 8 del mes siguiente supo que el italiano que le había visitado, que en realidad se llamaba Michele Angiolillo, había asesinado al presidente del gobierno Antonio Cánovas del Castillo en San Sebastián. En el artículo que escribió relatando el suceso cuatro años después Nakens reafirmó su condena del terrorismo, como lo había demostrado su periódico El Motín en reiteradas ocasiones, pero que si le hubiera creído no lo hubiera entregado a la policía porque él no era ningún delator.
Lo que había pasado, según la versión de Nakens que fue aceptada por muchos de sus contemporáneos, es que Mateo Morral había entrado en la redacción de El Motín a primera hora de la tarde tras lanzar la bomba sobre los reyes y que después de conseguir que Nakens le prometiera que guardaría en secreto la noticia que iba a confiarle, le explicó lo que había hecho. Mateo Morral pasó la noche en casa de un tipógrafo de la imprenta de El Motín gracias a las gestiones de Nakens -que le dio cobijo "por hombre, por necesitado de amparo, porque confió en mi palabra y en mi honor y porque "si hubiera yo delatado a ese anarquista soñaría todas las noches con un agarrotado por mi delación, más que por su crimen"- y al día siguiente se marchó, suicidándose tras disparar contra un guarda jurado. Varios días después Nakens y dos tipógrafos fueron detenidos por encubrimiento, y en Barcelona el anarquista y pedagogo Francisco Ferrer Guardia como inductor del atentado. En el juicio Ferrer Guardia fue absuelto pero Nakens fue condenado a nueve años de prisión.

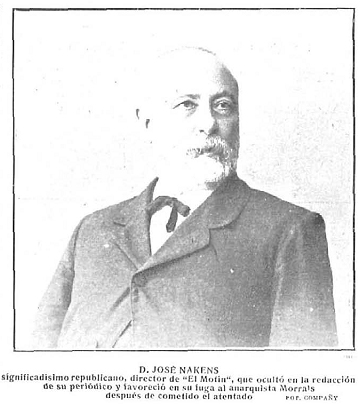
Retrato de Nakens publicado en 1906 en Nuevo Mundo

Nakens ingresó en la cárcel Modelo de Madrid el 11 de junio de 1906 ocupando la celda número 7. Cuatro meses después publicaba un primer artículo en el que denunciaba las condiciones infrahumanas en que vivían los presos:

Yo veo en esta cárcel hombres y niños descalzos y hasta en cueros. Yo veo al pasar frente a algunas celdas catres desvencijados, jergones reducidos a la mitad, rotos, sin paja de maíz apenas, cubiertos con media manta deshilachada y un cabezal sin funda lleno de mugre. Yo veo muchas ventanas de las celdas sin cristales, con el frío que hace ya, y que lo mismo ocurre en los grandes ventanales de las naves. Yo veo turbia el agua muchos días, otros mezclada con tierra, y siempre, hasta cuando sale clara, despidiendo olor nauseabundo

El impacto del artículo fue enorme —recibió cartas que relataban abusos a los presos, celdas de castigo, enfermedades por mala alimentación, etc.— y tuvo una oferta del diario republicano El País para que siguiera relatando lo que veía en la prisión, que más tarde compiló en dos libros: Mi paso por la cárcel y La celda número 7. En ellos también defendió el programa de reformas penitenciarias del nuevo director de la prisión Rafael Salillas que pusieron fin al "régimen terrorífico y expoliador" anterior. Todo ello le hizo ganar un prestigio y una popularidad que acabó obligando al gobierno de Antonio Maura a indultarle. El 8 de mayo de 1908 abandonó la prisión.

### Esplendor y declive

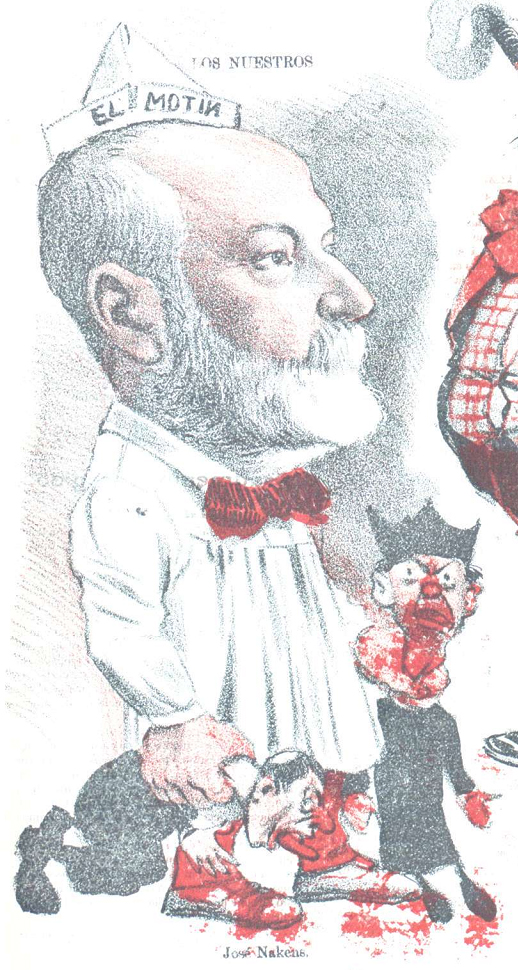
Caricatura de Nakens en Don Quijote (1902)

A pesar de que cuando salió de la cárcel tenía sesenta y siete años, volvió a publicar El Motín. Gracias al prestigio obtenido por Nakens durante su encarcelamiento —los que antes le habían tildado de "«inquisidor al revés»" y de "viejo decrépito" ahora lo consideraban un «gran hombre», como lo llamó Ramiro de Maeztu—, el periódico en esta segunda época ganó muchos lectores alcanzando tiradas de más de 20 000 ejemplares y multiplicó su tamaño —en 1910 llegó a las dieciséis páginas—. También mejoraron el aspecto del periódico y crecieron en número y difusión el resto de publicaciones promovidas por Nakens: los folletos de la Biblioteca del Apostolado de la Verdad y unas Hojitas piadosas, cuyas tiradas rozaron la increíble cifra de cien mil ejemplares. Asimismo publicó una docena de libros que recopilaban los miles de artículos que había escrito.
Sin abandonar en absoluto su republicanismo, durante esta segunda etapa El Motín acentuó su anticlericalismo en un momento en que la cuestión religiosa estaba en el primer plano de la vida política por los sucesos de la Semana Trágica y por la ley del Candado propuesta por el gobierno liberal de José Canalejas. Esto le acarreó de nuevo problemas con la justicia especialmente a causa de dos caricaturas. En la primera se veía una imagen de Cristo en la cruz mientras a su lado un obispo, un jesuita y un fraile se atracaban de gallinas compradas con los estipendios de las misas y los responsos —con la leyenda «El que trajo las gallinas y los que se las comen»—. En la segunda —que llevaba el lema «¡Santa Familia!»— un sacerdote sostenía el biberón que una señora estaba a un punto de dar a un bebé. Fue denunciado por un jesuita y condenado por ofensas a la moral católica, lo que constituía una auténtica sorpresa pues en los treinta y un años de vida de El Motín nadie había denunciado sus caricaturas. En 1914 fue denunciado de nuevo y condenado por injurias a un clérigo. Respondió con la publicación de un Almanaque de la Inquisición que recogía autos de fe y láminas con las torturas que aplicaba el Santo Oficio, «ese monstruoso tribunal creado, apoyado y defendido por la Iglesia católica, para acumular riquezas, satisfacer venganzas e imponerse a los pueblos por el terror», como se decía en el Almanaque. También publicó un Almanaque cómico del carlismo para los años 1914 a 1999 que fue respondido por los carlistas con la colocación de un petardo en el pasillo de la administración de El Motín.
Sin embargo, El Motín empezó a perder lectores (unos seis mil entre 1911 y 1914). En 1915 redujo sus páginas a ocho y a cuatro en 1918. Ese año Nakens —que tenía entonces setenta y siete años— enfermó de la vista, lo que le impedía a temporadas escribir en aquellos momentos en que era el único redactor de la publicación. Aunque Nakens atribuyó su declive a su permanente combate contra "los fetiches que el pueblo adora", la razón de la caída de ventas se debió fundamentalmente, según el historiador Manuel Pérez Ledesma, a la «monotonía del semanario —dedicado en gran medida a reproducir artículos antiguos y a copiar textos de otros periódicos— y [a] su falta de atención a la actualidad». Así hacia 1920 la tirada se había reducido a unos seis mil ejemplares. Entonces a iniciativa de un lector se organizó una suscripción para editar un número extraordinario de homenaje a Nakens, que se publicó en enero de 1923 y en el que participaron eminentes republicanos como Emilio Menéndez Pallarés, Roberto Castrovido o Hermenegildo Giner de los Ríos y los más jóvenes Marcelino Domingo, Álvaro de Albornoz o Gabriel Alomar. En ese número apareció una «Sonata en on» de Luis de Tapia que decía:

Yo admiro a Nakens / por su tesón...

Porque es un yunque / su corazón...

[...] Porque cumplida / su obligación,

irá al sepulcro / sin confesión...

### Las reacciones a su muerte
A su entierro multitudinario, organizado por la Asociación de la Prensa de Madrid, acudieron políticos como el republicano Alejandro Lerroux o el socialista Julián Besteiro, escritores, periodistas, estudiantes y «gentes del pueblo», además de representantes de organizaciones republicanas y masónicas. El féretro iba cubierto con el estandarte de El Libre Pensamiento, Sociedad de Actos Civiles de Madrid. En el cementerio civil donde fue enterrado alguien gritó: «¡Vivan los hombres honrados!».
El periódico El Liberal lo consideró «el último representante de una generación gloriosa» y el también liberal La Voz afirmó: "No estamos tan sobrados de hombres representativos para que no sintamos honda emoción al ver separarse de nosotros los que fueron en vida modelos de ciudadanía, espejos de patriotismo y relicarios de virtudes laicas". El Imparcial, por su parte, destacaba la entrega de «este hombre entero, rectilíneo, altruista y desinteresado». En cambio el diario católico El Debate dijo que El Motín era «un periódico que figura por derecho propio entre los profesionales de la calumnia» y que era «la chabacanería, la grosería misma», y que su director, el «desgraciado autor de estos engendros» era «un baldón en la historia del periodismo en España».
A los tres meses de su muerte, su hija, Isabel Nakens que había sido su principal colaboradora en los últimos años —Nakens se quedó viudo a principios de siglo—, volvió a publicar El Motín con el título Reflejos de «El Motín», que subtituló «semanario literario» para burlar la censura de la dictadura de Primo de Rivera, aunque su finalidad estaba clara: «hoy, como ayer, este periódico es y será siempre de prounión republicana y anticlerical de todas las religiones». De hecho desde el periódico promovió una caja benéfica prolaicismo para premiar a quienes sustituyeran los ritos católicos del bautizo, la boda o el entierro por otros civiles. El periódico tuvo que cerrar en junio de 1929 por problemas económicos y la despedida consistió en el envío a los suscriptores de un antiguo número de El Motín. Dos años después se proclamaba la República en España.

## Obras
- Nakens, José. Puntos Negros y otros artículos. Apertura de Alfredo Grimaldos. La Linterna Sorda Ediciones. Madrid, 2010. ISBN 978-84-936562-8-7

### Teatro
- ¡Alza, pilili! Juguete cómico en un acto y en verso, Madrid: [s.n., s.a.] (Imp. "La itálica")

### Recopilaciones de artículos
- Anticlericalismo al por menor, Madrid: [s.n., s.a.] (Imp. "La Itálica")
- Asuntos diversos. Madrid: "La Italica" , [1915]
- Calumnias al clero inventadas por José Nakens. Madrid: "La Italica" , [-1915?]
- Cartas y dedicatorias, Madrid : [s.n. , s.a.] (Imp. Domingo Blanco)
- La celda número 7: (Impresiones de la cárcel), Madrid: [s.n., 1908?] (Imp. D. Blanco)
- Chaparrón de milagros. Madrid: Domingo Blanco , [1911?]
- Clericalismo en solfa, Madrid: [s.n., s.a.] (Imp. Sáez)
- Cosas que he dicho. Madrid: Domingo Blanco, [1912?]
- Cuadros de miseria, Copiados del natural, Madrid: Domingo Blanco , 1907
- De todo un poco: Colección de artículos, Madrid: [s.n., 1909?] (Imp. Domingo Blanco)
- Degradaciones y cobardías Madrid: [s.n., 1896] (Imp. de Domingo Blanco)
- La dictadura republicana: Artículos publicados recientemente, Madrid: [s.n., 1905?] (Imp. de A. Marzo)
- Dioses mayores: Artículos políticos, Madrid: [s.n.] , 1922 (Imp. Juan Pérez)
- En broma y en serio: Artículos anticlericales, Madrid: [s.n., 1909?] (Imp. Artística Sáez, hermanos)
- Espejo moral de clérigos para que los malos se espanten y los buenos perseveren: ó sea la recopilación escogida de los célebres y odoríferos Manojos de flores místicas publicados en "El Motín", Madrid: [s.n., 1910?] (Imp. de Domingo Blanco)
- Los horrores del absolutismo, Valencia: F. Sempere y Compañía , [s.a.]
- Humorismo anticlerical, Madrid: [s.n., s.a.] (Imp. y Pub. Grág. de Domingo Blanco)
- Juan Lanas, Madrid : [s.n. s.a.] (Imp. Popular)
- ¡Libertad y á ellos!. Madrid: Domingo Blanco, [s.a.]
- Lo que no debe decirse: Colección de artículos con dedicatoria, prólogo, introducción y críticas de la obra. Madrid: [s.n.], 1882 (Imp. de M. Romero)
- Más calumnias al clero inventadas por José Nakens. Madrid: "La Itálica", [1915]
- Mi paso por la cárcel, Madrid: Centro Gráfico-Artístico, [s.a.]
- Milagros comentados, Madrid: [s.n., 1913?] (Establ. Tipco. Libertad. 31)
- Muestras de mi estilo, Madrid: Domingo Blanco, 1906
- Otras calumnias al clero. Robos, estafas, captaciones, explotaciones... etc. . Madrid: "La Itálica", [1910?]
- Picotazos en la cresta: (Escaramuzas anticlericales) Madrid: [s.n. , ¿1912?] (Est. tipográfico)
- La piqueta: Colección de artículos Madrid: [s.n. , s.a.] (Imp. de M. Romero)
- Puñado de ironías. Madrid: Domingo Blanco, 1907
- Trallazos, Madrid: [s.n., s.a.] (Establecimiento Tipográfico-Libertad, num. 31)
- Trozos de mi vida, Madrid: Sáez, hermanos , [1914?]
- Variedad en la unidad: Colección de artículos, Madrid: [s.n. , 1885?] (Imp. Artística)
- Verdades al pueblo (Juan Lanas). Madrid: Domingo Blanco , [1911?]
- Viaje al infierno, Madrid: [s.n., s.a.] (Imp. Domingo Blanco)
- La vuelta de Cristo Madrid: [s.n., 1903?] (Imp. de Domingo Blanco)
- Yo, hablando de mí: (Colección de artículos). Madrid: [s.n., 1914?] (Imp. Artística)

### Versos
- Cien sonetos Madrid: [s.n., s.a.] (Imp. "La Itálica")
- Sonetos anticlericales, [Madrid: s.n., 1915] (Imp. "La Itálica")